# Grzimek's Animal Life Encyclopedia

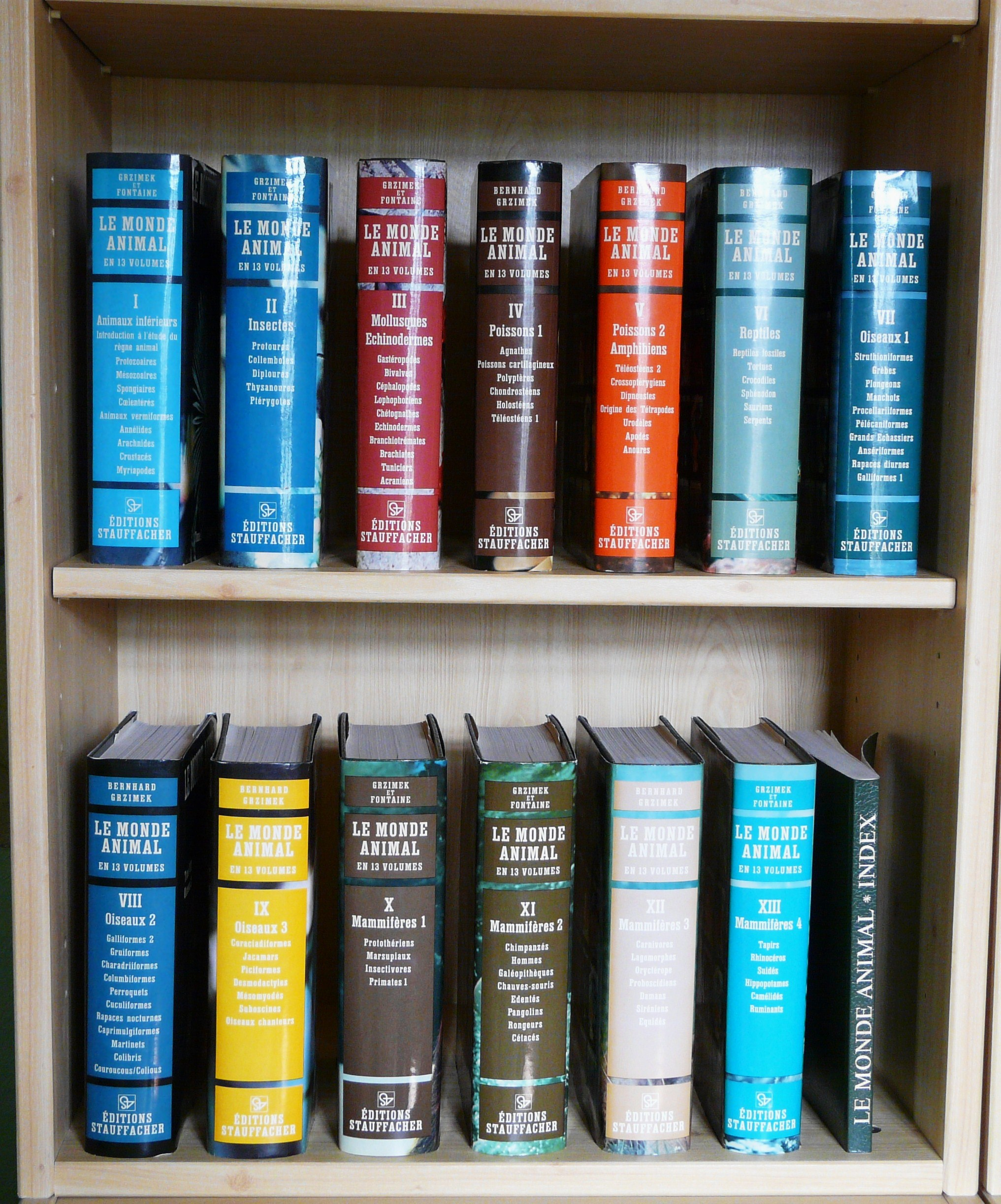
Le Monde animal en 13 volumes

Grzimek's Animal Life Encyclopedia est une encyclopédie du monde animal publiée originellement en allemand entre 1967 et 1972 sous la direction de Bernhard Grzimek et sous le titre Grzimeks Tierleben (Grzimek's Animal Life). Elle a été publiée ensuite en anglais, puis en français entre 1971 et 1975 sous le titre Le Monde animal en 13 volumes, sous-titrée Encyclopédie de la vie des bêtes, et sous la direction de Maurice Fontaine de l'Académie des Sciences. Aux 13 tomes est venu s'ajouter en 1978 un Index permettant de situer chaque espèce dans l'encyclopédie. Cet index ainsi que six volumes ont été édités sous la seule direction de Bernhard Grzimek.
L'édition en langue allemande comprenait trois tomes supplémentaires, non publiés en français et en anglais, sur l'évolution, l'éthologie et l'écologie.
Une seconde édition mise à jour a été publiée en anglais en 2003, comprenant 17 volumes.

## Édition française
Bernhard Grzimek & Maurice Fontaine. Le Monde animal en 13 volumes, Éditions Stauffacher S.A., Zurich, 1971-1975.
- Bernhard Grzimek & Maurice Fontaine, Le Monde animal en 13 volumes, tome I : Animaux inférieurs, 1973. Introduction à l'étude du règne animal, Protozoaires, Mésozoaires, Spongiaires, Cœlentérés, Animaux Vermiformes, Annélides, Arachnides, Crustacés, Myriapodes.

- Bernhard Grzimek & Maurice Fontaine, Le Monde animal en 13 volumes, tome II : Insectes, 1972. Protoures, Collemboles, Diploures, Thysanoures, Ptérygotes.

- Bernhard Grzimek & Maurice Fontaine, Le Monde animal en 13 volumes, tome III : Mollusques, Échinodermes, 1973. Gastéropodes, Bivalves, Céphalopodes, Lophophoriens, Chétognathes, Échinodermes, Branchiotrémates, Brachiates, Tuniciers, Acraniens.

- Bernhard Grzimek, Le Monde animal en 13 volumes, tome IV : Poissons 1, 1975,  (ISBN 3-287-00205-8). Agnathes, Poissons cartilagineux, Polyptères, Holostéens, Téléostéens 1.

- Bernhard Grzimek, Le Monde animal en 13 volumes, tome V : Poissons 2, Amphibiens, 1974,  (ISBN 3-287-00206-6). Téléostéens 2, Crossoptérygiens, Dipneustes, Origine des Tétrapodes, Urodèles, Apodes, Anoures.

- Bernhard Grzimek, Le Monde animal en 13 volumes, tome VI : Reptiles, 1974,  (ISBN 3-287-00207-4). Reptiles fossiles, Tortues, Crocodiles, Sphénodon, Sauriens, Serpents.

- Bernhard Grzimek & Maurice Fontaine, Le Monde animal en 13 volumes, tome VII : Oiseaux 1, 1972. Struthioniformes, Grèbes, Plongeons, Manchots, Procellariiformes, Pélécaniformes, Grands Échassiers, Ansériformes, Rapaces diurnes, Galliformes 1.

- Bernhard Grzimek, Le Monde animal en 13 volumes, tome VIII : Oiseaux 2, 1974. Galliformes 2, Gruiformes, Charadriiformes, Columbiformes, Perroquets, Cuculiformes, Rapaces nocturnes, Caprimulgiformes, Martinets, Colibris, Couroucous/Colious.

- Bernhard Grzimek, Le Monde animal en 13 volumes, tome IX : Oiseaux 3, 1973,  (ISBN 3-287-00210-4). Coraciadiformes, Jacamars, Piciformes, Desmodactyles, Mésomyodés, Suboscines, Oiseaux chanteurs.

- Bernhard Grzimek & Maurice Fontaine, Le Monde animal en 13 volumes, tome X : Mammifères 1, 1971. Protothériens, Marsupiaux, Insectivores, Primates 1.

- Bernhard Grzimek & Maurice Fontaine, Le Monde animal en 13 volumes, tome XI : Mammifères 2, 1971. Chimpanzés, Hommes, Galéopithèques, Chauves-souris, Édentés, Pangolins, Rongeurs, Cétacés.

- Bernhard Grzimek, Le Monde animal en 13 volumes, tome XII : Mammifères 3, 1974,  (ISBN 3-287-00213-9). Carnivores, Lagomorphes, Oryctérope, Proboscidiens, Damans, Siréniens, Équidés.

- Bernhard Grzimek & Maurice Fontaine, Le Monde animal en 13 volumes, tome XIII  : Mammifères 4, 1972. Tapirs, Rhinocéros, Suidés, Hippopotames, Camélidés, Ruminants.

- Bernhard Grzimek, Le Monde animal en 13 volumes, Index, 1978.